# Индийская рупия
Инди́йская ру́пия (хинди भारतीय रुपया, англ. Indian Rupee) — денежная единица Республики Индия. Код в стандарте ISO 4217 — INR, цифровой — 356. Официальный символ — ₹. Делится на 100 пайс. Банкноты номиналом от 5 до 500, эмитент — Резервный банк Индии. В 2016 году была проведена массовая денежная реформа.
Индийская рупия также является параллельной валютой в Бутане (со нгултрумом) и Непале (с непальской рупией). Курс непальской рупии — фиксированный с индийской рупией, в соотношении 1 ₹ : 1,6 N₨, также курс нгултрума тоже фиксированный с индийской рупией в соотношении 1 ₹ : 1 Nu.
До 1916 года 1 рупия равнялась 16 английским пенсам (таким образом, золотое содержание составляло 0,48816 г чистого золота), и до введения 1 апреля 1957 года десятичной системы 1 рупия содержала 16 анн, 64 пайсы или 192 пая.

## История обращения

### До обретения Индией независимости
Первая известная рупия появилась в 1542 году при правлении Шер-шаха. Вес первых рупий соответствовал 176 тройским гранам или 11,53 г. В 1677 году первую рупию выпустила Британская Ост-Индская компания. В течение нескольких столетий на территории Индии одновременно циркулировали несколько типов рупий, как например, бенгальская «rupia sicca», бомбейская суратская рупия, мадрасская рупия-аркот и другие.
В 1835 году на всей территории Британской Индии был введён единый стандарт серебряной рупии. Вплоть до 26 июня 1893 года на всей территории колонии действовал серебряный стандарт. Любой человек мог сдать на монетный двор неограниченное количество серебра, получив соответствующее количество монет или банкнот. Всего в период с 1835 по 1893 год было отчеканено серебряных монет на сумму более 3 млрд 300 миллионов рупий. Вместе с разменными медными монетами на одного индуса приходилось в среднем 5 3/4 рупии.
В 1870 году был издан закон, который регламентировал чеканку монет. Из серебра выпускали рупии и их производные: пол-, четверть- и восьмую части. Медными были двойная пайса, пайса, полпайсы и пай.
| Рупия | Анна | Пайса | Пай |
| ----- | ---- | ----- | --- |
| 1     | 16   | 64    | 192 |
| 1⁄16  | 1    | 4     | 12  |
| 1⁄64  | 1⁄4  | 1     | 3   |

Одновременно с рупией на территории Индии существовала золотая монета мухр. С 1835 года монетная стопа для мухра и рупии была унифицирована; мухр содержал столько же золота, сколько рупия серебра. При этом мухр не являлся законным платежным средством, а использовался как средство накопления золота.
Британским правительством предпринимались неоднократные попытки введения в Индии золотого стандарта. 13 января 1841 года был издан декрет, разрешавший кассам принимать золото по курсу к серебру 1:15. Вначале это не вызвало никаких особых процессов в жизни Индии. Однако после открытия богатейших залежей золота в Калифорнии соотношение цены золота к серебру значительно уменьшилось. Стало выгодным обменивать золото на серебро по установленному в 1841 году курсу. Казна оказалась переполненной золотом и в декабре 1852 года его приём был запрещён. В декабре 1864 года было разрешено принимать английские соверены и полусоверены по курсу в 10 и 5 рупий соответственно. 4 октября 1866 года было рекомендовано использовать в расчётах золото. Курс золотого мухра был законодательно установлен в 15 рупий. 28 октября 1868 года пересмотрен курс соверена, который стал равным 10 рупиям и 4 аннам. В 1893 году серебряный стандарт в Индии был окончательно отменён; 1 соверен официально приравнен к 15 рупиям, 1 рупия стала соответствовать 1 британскому шиллингу и 4 пенсам, что было эквивалентно 0,48816 г чистого золота.
В 1917—1924 гг. соотношение цен золота и серебра вновь подверглось существенным колебаниям. Этот период совпал с Первой мировой войной, когда Великобритания прекратила свободный обмен фунтов стерлингов на золото. В Индию вновь вернулся серебряный стандарт, когда курс рупии стал определяться, исходя из содержания в ней благородного металла. В результате значительного повышения мировой цены серебра и прекращения размена фунта стерлингов на золото в Индии вновь стал действовать серебряный стандарт (курс рупии определялся, исходя из мировой цены серебра). Так, в феврале 1920 года одна рупия соответствовала 2 шиллингам и 8 пенсам. С 1924 года курс установился на уровне 1 рупия — 18 пенсов (1 шиллинг и 6 пенсов), что соответствовало 0,549179 г чистого золота. В 1927 году он был закреплён законодательно.

### После обретения Индией независимости
Изначально после обретения Индией независимости 15 августа 1947 года страна оставалась в стерлинговой зоне. Курс рупии оставался фиксированным по отношению к фунту стерлингов и соответствовал 18 пенсам (1 британский фунт был равен 240 пенсам) за одну рупию. На тот момент курс британской валюты был также фиксированным и соответствовал 4,03 доллара за 1 фунт стерлингов. Один американский доллар соответствовал 3,3 индийской рупии. 18 сентября 1949 года в связи с тяжёлым экономическим положением Британия была вынуждена девальвировать свою валюту на 30 %, что одновременно привело к падению рупии до 4,76 за один доллар.
Войны с Китаем в 1962 году и Пакистаном в 1965 году привели к дефициту бюджета, который потребовал опустить курс национальной валюты до 7,57 рупии за доллар. В последующие годы стоимость индийских денег прогрессивно снижалась. В 1975 году 1 доллар стоил 8,39, в 1985 — 12 рупий. В 1991 году государство столкнулось с кризисом платёжного баланса. Золотовалютные резервы упали до минимума. Это отразилось на курсе рупии, который достиг 17,90 за доллар. В 1993 году центральное правительство отказалось от фиксированного курса национальной валюты и перешло на плавающий. Стоимость рупии упала до 31,37 за доллар. Мировой экономический кризис вызвал дальнейшее обесценивание индийских денег, которое в августе 2013 году достигло 68 рупий за доллар. В апреле 2015 года курс рупии составлял 62 за доллар.
Многократная девальвация рупии, на протяжении периода существования Индии как независимого государства, является серьёзной социальной и экономической проблемой. Заслуживает внимание и то, что в своих предвыборных речах в 2013 году будущий премьер-министр Нарендра Моди неоднократно повторял ошибочный тезис, что в 1947 году рупия стоила столько же, сколько и американский доллар («Of course, it was in 1947 that one rupee was indeed equal to one dollar»). Это вызвало критику со стороны экономистов и обвинения в некомпетентности.
Как стандарт в индийском английском — крупные суммы индийских рупий считаются в тысячах, десятках тысяч (лаках) (100 тысяч = 105 рупий, в цифровом обозначении 100 000), крорах (100 лаков = 107 рупий, в цифрах — 10 000 000) и аравбах (100 крор = 109 рупий, в цифрах — 1 000 000 000).

## Монеты
Разработка и чеканка монет различных номиналов также является обязанностью правительства Индии. Монеты чеканятся на четырех монетных дворах правительства Индии в Мумбаи, Калькутте, Хайдарабаде и Ноиде.
| Номинал (рупии)                         | Изображение | Изображение | Материал                                           | Форма               | Диаметр (мм) | Годы чеканки |
| Номинал (рупии)                         | Аверс       | Реверс      | Материал                                           | Форма               | Диаметр (мм) | Годы чеканки |
| --------------------------------------- | ----------- | ----------- | -------------------------------------------------- | ------------------- | ------------ | ------------ |
| Серия 1988 года Нержавеющая сталь       |             |             |                                                    |                     |              |              |
| 5 ₹                                     |             |             | медно-никелевые сплавы                             | круговой            | 23           | 1992-2004    |
| 2 ₹                                     |             |             | медно-никелевые сплавы                             | одиннадцатиугольник | 26           | 1992-2004    |
| 1 ₹                                     |             |             | нержавеющая сталь                                  | круговой            | 25           | 1992-2004    |
| 50 пайс                                 |             |             | нержавеющая сталь                                  | круговой            | 22           | 1988-2007    |
| 25 пайс                                 |             |             | нержавеющая сталь                                  | круговой            | 19           | 1988-2002    |
| 10 пайс                                 |             |             | нержавеющая сталь                                  | круговой            | 16           | 1988-1998    |
| Серия 2004 года Единство в многообразии |             |             |                                                    |                     |              |              |
| 10 ₹                                    |             |             | биметалл (медно-никелевые сплавы, алюминий-бронза) | круговой            | 27           | 2005-2007    |
| 5 ₹                                     |             |             | нержавеющая сталь                                  | круговой            | 23           | 2007         |
| 2 ₹                                     |             |             | нержавеющая сталь                                  | круговой            | 26,75        | 2005-2007    |
| 1 ₹                                     |             |             | нержавеющая сталь                                  | круговой            | 25           | 2004 - 2006  |
| Серия 2007 года                         |             |             |                                                    |                     |              |              |
| 10 ₹                                    |             |             | биметалл (медно-никелевые сплавы, алюминий-бронза) | круговой            | 27           | 2008 - 2010  |
| 5 ₹                                     |             |             | нержавеющая сталь                                  | круговой            | 23           | 2007 - 2008  |
| 5 ₹                                     |             |             | нейзильбер                                         | круговой            | 23           | 2009 - 2010  |
| 2 ₹                                     |             |             | нержавеющая сталь                                  | круговой            | 27           | 2007-2011    |
| 1 ₹                                     |             |             | нержавеющая сталь                                  | круговой            | 25           | 2007-2011    |
| 50 пайс                                 |             |             | нержавеющая сталь                                  | круговой            | 22           | 2008-2010    |
| Серия 2011 года Символ рупии            |             |             |                                                    |                     |              |              |
| 10 ₹                                    |             |             | биметалл (медно-никелевые сплавы, алюминий-бронза) | круговой            | 27           | 2011 - 2019  |
| 5 ₹                                     |             |             | нейзильбер                                         | круговой            | 23           | 2011 - 2019  |
| 2 ₹                                     |             |             | нержавеющая сталь                                  | круговой            | 25           | 2011 - 2019  |
| 1 ₹                                     |             |             | нержавеющая сталь                                  | круговой            | 21,93        | 2011 - 2019  |
| 50 пайс                                 |             |             | нержавеющая сталь                                  | круговой            | 19           | 2011 - 2016  |
| Серия 2019 года «Зерно»                 |             |             |                                                    |                     |              |              |
| 20 ₹                                    |             |             | биметалл (нейзильбер)                              | двенадцатиугольник  | 27           | 2019         |
| 10 ₹                                    |             |             | биметалл (медно-никелевые сплавы, алюминий-бронза) | круговой            | 27           | 2019         |
| 5 ₹                                     |             |             | нейзильбер                                         | круговой            | 25           | 2019         |
| 2 ₹                                     |             |             | нержавеющая сталь                                  | круговой            | 23           | 2019         |
| 1 ₹                                     |             |             | нержавеющая сталь                                  | круговой            | 20           | 2019         |

## Банкноты

### Серия Львиная столица II
| Серия 1975 года | Серия 1975 года   | Серия 1975 года | Серия 1975 года | Серия 1975 года       | Серия 1975 года | Серия 1975 года     | Серия 1975 года | Серия 1975 года | Серия 1975 года |
| Изображение     | Изображение       | Номинал (рупий) | Размеры (мм)    | Основные цвета        | Описание        | Описание            | Описание        | Даты            | Даты            |
| Лицевая сторона | Оборотная сторона | Номинал (рупий) | Размеры (мм)    | Основные цвета        | Лицевая сторона | Оборотная сторона   | Водяной знак    | введения        | изъятия         |
| --------------- | ----------------- | --------------- | --------------- | --------------------- | --------------- | ------------------- | --------------- | --------------- | --------------- |
|                 |                   | Rs. 10          | 137 × 63 mm     | жёлтый, розовый       | Эмблема Индии   | Обыкновенный павлин | Эмблема Индии   | 1975            | 2000            |
|                 |                   | Rs. 20          | 148 × 62 mm     | красный, фиолетовый   | Эмблема Индии   | Храм Солнца         | Эмблема Индии   | 1975            | 2000            |
|                 |                   | Rs. 50          | 147 × 73 mm     | сиреневый, фиолетовый | Эмблема Индии   | Сансад Бхаван       | Эмблема Индии   | 1981            | 1995            |
|                 |                   | Rs. 100         | 157 × 73 mm     | многоцветный          | Эмблема Индии   | Сельское хозяйство  | Эмблема Индии   | 1975            | 1995            |

### Серия Махатма Ганди I
| Серия 1996 года | Серия 1996 года   | Серия 1996 года | Серия 1996 года | Серия 1996 года  | Серия 1996 года       | Серия 1996 года                                  | Серия 1996 года | Серия 1996 года | Серия 1996 года |
| Изображение     | Изображение       | Номинал (рупий) | Размеры (мм)    | Основные цвета   | Описание              | Описание                                         | Описание        | Даты            | Даты            |
| Лицевая сторона | Оборотная сторона | Номинал (рупий) | Размеры (мм)    | Основные цвета   | Лицевая сторона       | Оборотная сторона                                | Водяной знак    | введения        | изъятия         |
| --------------- | ----------------- | --------------- | --------------- | ---------------- | --------------------- | ------------------------------------------------ | --------------- | --------------- | --------------- |
|                 |                   | 5 ₹             | 117×63          | зелёный, розовый | портрет Махатмы Ганди | трактор на пашне                                 | Махатма Ганди   | с 2002          | в обращении     |
|                 |                   | 10 ₹            | 137×63          | жёлтый, розовый  | портрет Махатмы Ганди | тигр, слон, носорог                              | Махатма Ганди   | с 1996          | в обращении     |
|                 |                   | 20 ₹            | 147×73          | красный, розовый | портрет Махатмы Ганди | пейзаж с пальмами                                | Махатма Ганди   | с 2001          | в обращении     |
|                 |                   | 50 ₹            | 147×73          | лиловый, жёлтый  | портрет Махатмы Ганди | здание парламента Индии                          | Махатма Ганди   | с 1997          | в обращении     |
|                 |                   | 100 ₹           | 157×73          | зелёный, голубой | портрет Махатмы Ганди | горный массив Канченджанга                       | Махатма Ганди   | с 1996          | в обращении     |
|                 |                   | 500 ₹           | 167×73          | зелёный, жёлтый  | портрет Махатмы Ганди | Махатма Ганди, ведущий людей                     | Махатма Ганди   | 2000            | 2016            |
|                 |                   | 1000 ₹          | 177×73          | красный, жёлтый  | портрет Махатмы Ганди | сельское хозяйство, промышленность и наука Индии | Махатма Ганди   | 2000            | 2016            |

### Серия Махатма Ганди II
| Серия 2016 года | Серия 2016 года   | Серия 2016 года | Серия 2016 года | Серия 2016 года | Серия 2016 года | Серия 2016 года        | Серия 2016 года | Серия 2016 года | Серия 2016 года |
| Изображение     | Изображение       | Номинал (рупий) | Размеры (мм)    | Основные цвета  | Описание        | Описание               | Описание        | Даты            | Даты            |
| Лицевая сторона | Оборотная сторона | Номинал (рупий) | Размеры (мм)    | Основные цвета  | Лицевая сторона | Оборотная сторона      | Водяной знак    | введения        | изъятия         |
| --------------- | ----------------- | --------------- | --------------- | --------------- | --------------- | ---------------------- | --------------- | --------------- | --------------- |
|                 |                   | 10 ₹            | 123×63          | коричневый      | Махатма Ганди   | Храм солнца в Конараке | Махатма Ганди   | с 2018          | в обращении     |
|                 |                   | 20 ₹            | 129×63          | жёлто-зелёный   | Махатма Ганди   | Эллора                 | Махатма Ганди   | с 2019          | в обращении     |
|                 |                   | 50 ₹            | 135×66          | бирюзовый       | Махатма Ганди   | Хампи Колесница        | Махатма Ганди   | с 2017          | в обращении     |
|                 |                   | 100 ₹           | 142×66          | фиолетовый      | Махатма Ганди   | Рани-ки-Вав            | Махатма Ганди   | с 2018          | в обращении     |
|                 |                   | 200 ₹           | 146×66          | оранжевый       | Махатма Ганди   | Санчи                  | Махатма Ганди   | с 2017          | в обращении     |
|                 |                   | 500 ₹           | 150×66          | серый           | Махатма Ганди   | Красный форт           | Махатма Ганди   | с 2016          | в обращении     |
|                 |                   | 2000 ₹          | 166×66          | Розовый         | Махатма Ганди   | Мангальян              | Махатма Ганди   | 2016            | 2023            |

## Символ индийской рупии
В 2009 году правительство Индии объявило о всеиндийском конкурсе на лучший дизайн символа рупии, который завершился 15 июля 2010 года. Объединённый кабинет Индии утвердил в качестве символа национальной валюты знак , который представляет собой букву «Ра» из индийского алфавита деванагари, используемого в санскрите и в хинди. Верхняя часть буквы перечеркнута горизонтальной чёрточкой. Символ одновременно близок по написанию к латинской букве R, но без вертикальной чёрточки.

## Режим валютного курса
В настоящее время в Индии используется режим плавающего валютного курса.